# Teatro Goldoni (Firenze)
Il Teatro Goldoni è uno dei teatri storici del centro di Firenze. Sorge all'interno di una vasta isola urbana, compresa fra via Romana, via dei Serragli e via Santa Maria, che precedentemente era occupata dal convento di San Vincenzo d'Annalena.

## Storia
Nel 1807 l'impresario Luigi Gargani, acquistati i locali dalle Domenicane terziarie del monastero di Annalena, avviò l'ambizioso progetto di realizzare in quest'area un centro per lo spettacolo e lo svago dei fiorentini attraverso un grande teatro all'italiana e un'arena estiva con annesso salone da ballo e feste mondane. Così, nella porzione dell'isolato che insiste verso via dei Serragli, vennero realizzati l'arena e il salone da ballo, rispettivamente su disegni di Antonio Corazzi e Ridolfo Castinelli e, nella porzione verso via Romana, il grande teatro all'italiana con palchi costruito su progetto dell'architetto Giuseppe Del Rosso (1817).
Il teatro venne inaugurato il 17 aprile 1817 con Il burbero benefico di Carlo Goldoni e con il balletto La figlia malcustodita di Jean Dauberval, il famoso ballerino e coreografo francese del Settecento.
Dopo un periodo di chiusura e di declino seguito dalla partenza della corte lorenese da Firenze all'unificazione italiana, il teatro, rinnovato al suo interno e illuminato con un nuovo impianto a gas, venne riaperto nel marzo del 1875 con l'opera di Rossini L'italiana in Algeri. In questo periodo fu sede dell'Accademia dei Ravvivati, come testimoniato dalle tre fiaccole metalliche sulla facciata, simbolo dei Ravvivati.
Nel settembre 1908 l'Arena Goldoni, ormai in disuso, viene presa in affitto da Gordon Craig, che ne fa la sua casa ed il suo laboratorio. A Firenze, per un periodo di riflessione, in cui conta di "rimettere in ordine il teatro"; Craig vi crea gli screens, le Black Figures e vi costruisce il Model Stage.

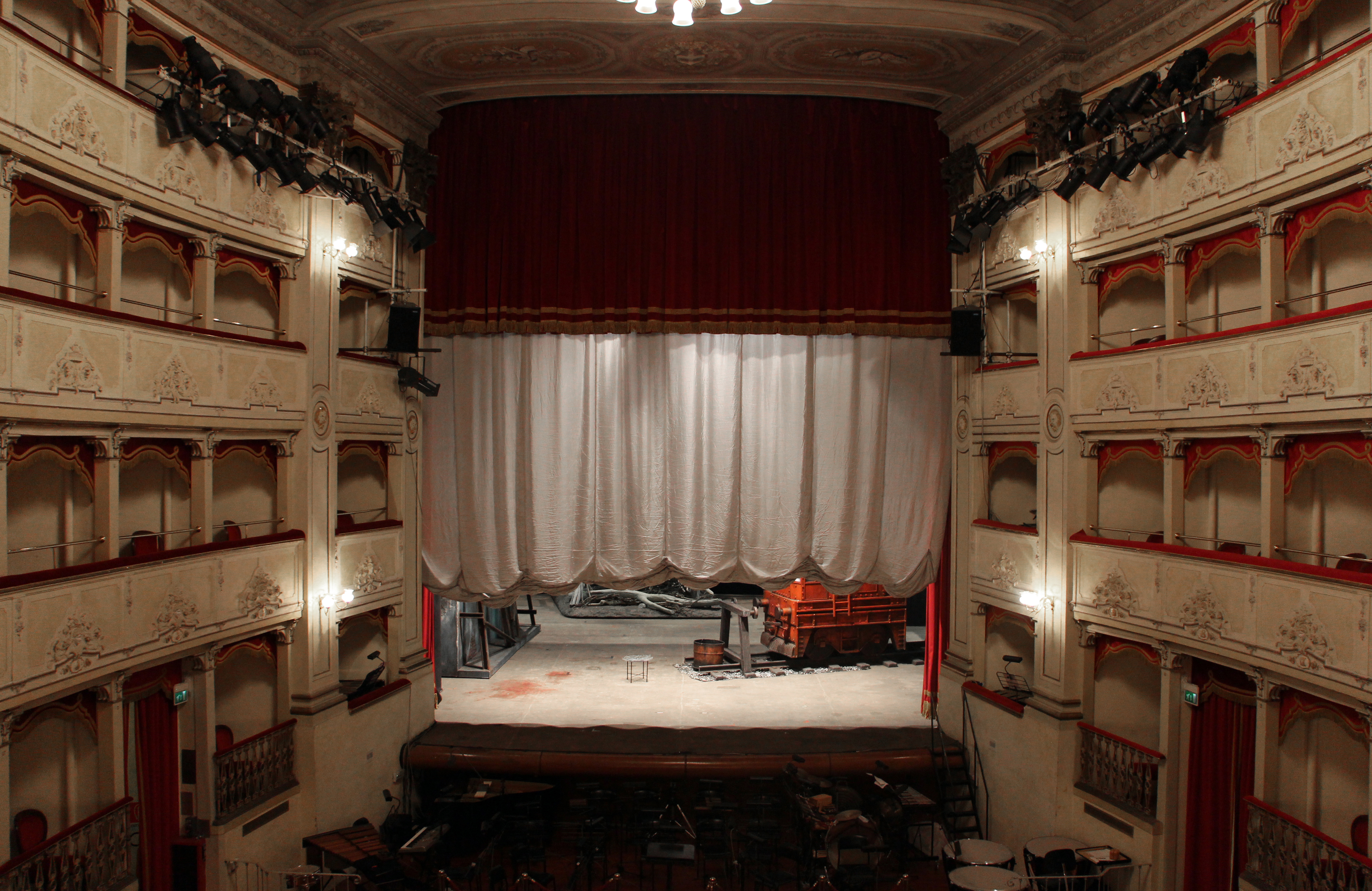
La sala

Nonostante un nuovo periodo di attività iniziato nel febbraio 1914 con la rappresentazione de La fiaccola sotto il moggio di D'Annunzio, il teatro subì di nuovo un rallentamento della sua attività e un processo di decadenza che andò accentuandosi anche nel secondo dopoguerra. Dopo alcuni spettacoli, e in particolare con la messa in scena di Query di Meredith Monk nel settembre 1976, si evidenziarono i gravi problemi strutturali e di sicurezza che portarono alla definitiva chiusura.
Pochi anni dopo il Comune di Firenze, avviando con gli ultimi proprietari le pratiche di acquisizione dell'immobile, ha varato un primo ciclo di consistenti interventi di straordinaria manutenzione su progetto dell'architetto Riccardo Gizdulich. A causa delle condizioni statiche dell'edificio e ai lavori straordinari di deviazione di un canale di scolo passante sotto la platea, è stato necessario un ulteriore intervento di consolidamento dei palchi e delle coperture della sala mediante un anello di strutture metalliche e cerchiaggi in cemento armato che hanno manomesso pesantemente la struttura originaria della sala. Dopo un periodo di sospensione dei lavori e ulteriori danni alle coperture e alla graticciata del palcoscenico causati dal freddo eccezionale verificatosi nel gennaio del 1985, è stato inaugurato un nuovo ciclo di lavori inserito nel Programma Regionale FIO con un nuovo progetto affidato all'architetto Giuseppe Cini coadiuvato dall'architetto Claudio Ruffilli e dagli ingegneri Giancarlo Martarelli e Adamo Discepoli.
Il teatro è stato riaperto nel 1998 con un celebre allestimento dell'Orfeo di Monteverdi per la regia di Luca Ronconi e oggi è utilizzato prevalentemente come spazio teatrale dedicato alla danza con spettacoli del Corpo di ballo del Comunale e di altre compagnie.

## Descrizione
La facciata principale, su via Santa Maria, non presenta particolari elementi monumentali, forse anche in considerazione del preesistente tessuto edilizio riutilizzato. Il lato minore del volume antistante la sala, all'esterno, risulta diviso dalle cornici marcapiano in tre fasce orizzontali: quella inferiore è caratterizzata dal portone d'ingresso coperto da una modestissima tettoia in ferro e vetro; quella centrale dalla scritta "Teatro Goldoni" con tre fiaccole metalliche simbolo dell'Accademia dei Ravvivati; infine quella superiore è caratterizzata da una grande finestra di foggia neoclassica che riproduce le forme del lunettone termale.
All'interno, dopo eleganti disimpegni neoclassici, atrio e foyer, si accede alla sala di forma ovoidale con quattro ordini di palchi, coperta da un'elegante volta incannicciata con al centro un grande occhio per il lampadario e una ricca decorazione pittorica e a stucco: concepita come una galleria di uomini illustri del mondo del teatro che procedendo sulla circonferenza più ampia con l'alternanza di busti e di emblemi delle arti coreutiche, si apre verso il centro della volta con uno sfondato aereo mediante una teoria di festoni floreali sorretti da putti alati.
La struttura originaria era dotata inoltre di un ampio boccascena che nel suo spessore inquadra tre barcacce per lato, e di una grande torre scenica.

## Il Saloncino Castinelli
L'impresario Gargani fece costruire anche un salone su disegno dell'ingegnere Ridolfo Castinelli, completando così il suo vasto progetto "Delices Goldoni" che egli aveva previsto nel cuore dell'Oltrarno. Al salone, che prese il nome dal suo ideatore, si accedeva da via Santa Maria: era destinato alle feste da ballo e si apriva, come l'arena, sui vasti giardini retrostanti. Col decadere del complesso teatrale e di divertimenti il Goldoni, persa la sua funzione originaria divenne, dopo l'acquisizione da parte del Comune di Firenze, un deposito comunale.
Ultimamente, dopo ulteriori interventi di ristrutturazione, anche questo storico spazio è stato recuperato all'attività come sede stabile della Compagnia Virgilio Sieni Danza.

## Arena diurna poi Cinema Goldoni

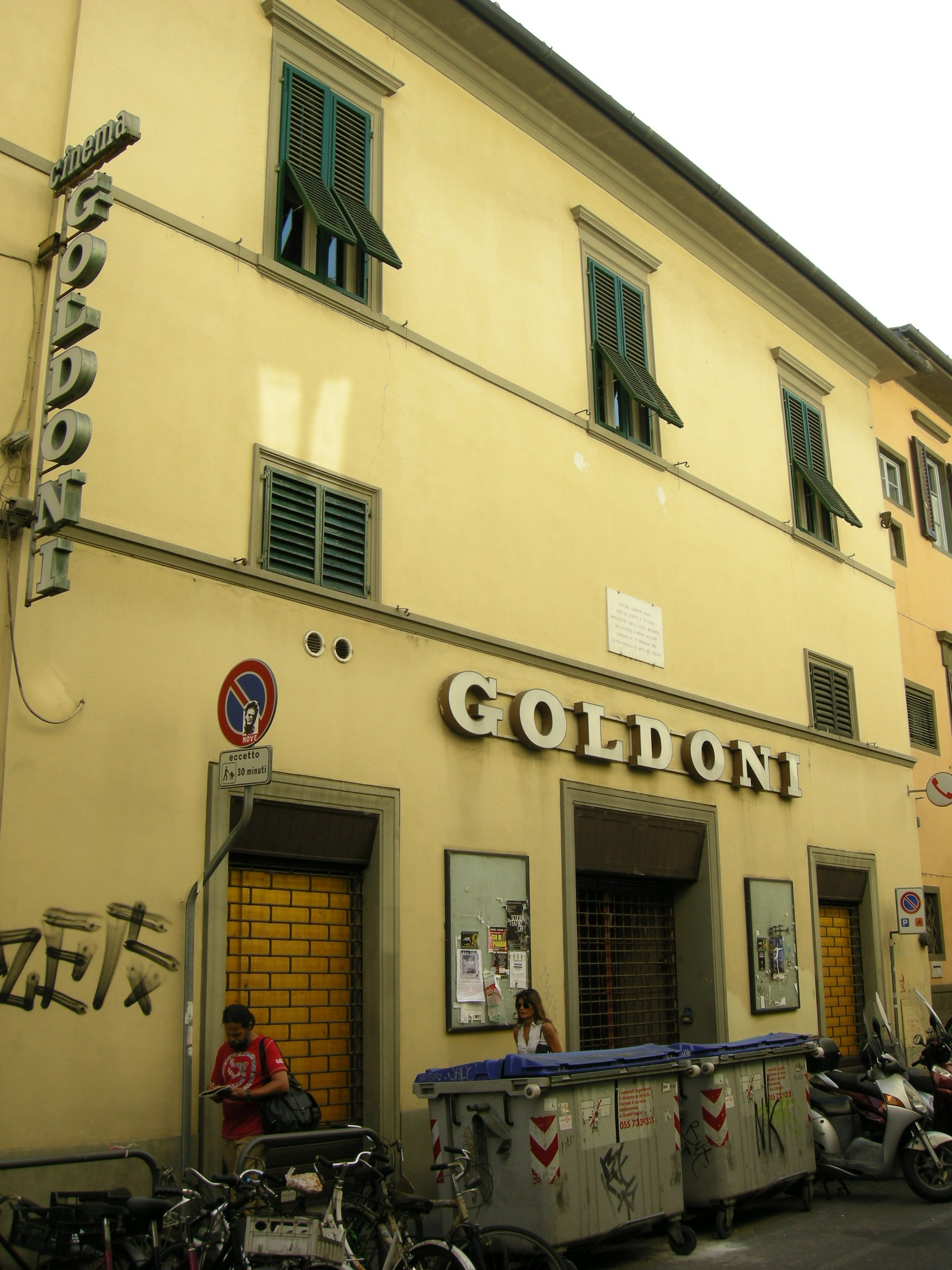
Il Cinema Goldoni

La famiglia Biliotti possedeva in via dei Serragli una casa che, nel 1356, diventò il primo nucleo di un monastero delle agostiniane di Santa Chiara. Soppressa l'istituzione religiosa nell'anno 1808, l'impresario Luigi Gargani, forte del successo avuto dall'apertura del vicino teatro Goldoni, vi fece costruire delle stanze di conversazione per i cittadini e un teatro diurno (l'Arena appunto), aperto al pubblico la prima volta nella primavera del 1818 (un anno dopo il teatro), composto di sette gradinate e due logge, della capacità in tutto di 1500 spettatori. L'impresa fu affidata all'architetto livornese Antonio Corazzi, che si occupò anche della sistemazione del giardino circostante, destinato a feste campestri, passatempi, giochi ginnici e via dicendo. Del complesso faceva inoltre parte la sala da ballo realizzata dall'architetto Rodolfo Castinelli. 
La facciata si mostra oggi in forme totalmente anonime con, al centro, una memoria che ricorda come qui il regista e scenografo inglese Edward Gordon Craig avesse fondato il 27 febbraio 1913 la sua scuola di arte del teatro (affiancato nel progetto dalla mecenate americana Mabel Dodge). 
| EDWARD GORDON CRAIG CON GLI SCRITTI E LE OPERE PRECURSORE DELLA SCENA MODERNA QUI DOV'ERA L'ARENA GOLDONI FONDAVA IL 27 FEBBRAIO 1913 LA SUA SCUOLA DI ARTE DEL TEATRO | Lapide commemorativa dedicata a Edward Gordon Craig |

Negli anni di Bargellini e Guarnieri la vecchia Arena era oramai stata trasformata in cinema Goldoni, previ interventi di adeguamento alla nuova funzione. All'inizio degli anni 1980 l'amministrazione comunale utilizzò la struttura come sede della "Bottega teatrale di Firenze" diretta da Vittorio Gassman. Alla fine dello stesso decennio l'intero complesso fu sottoposto a un importante intervento di risistemazione, consolidamento e adeguamento. Dal 2006 il cinema è chiuso e i locali (che hanno avuto lavori di restauro conclusi nel 2019) sono diventati sede della scuola di alta formazione per il mestiere dell'attore, denominata L'Oltrarno e diretta da Pierfrancesco Favino (da un progetto Pergola-Teatro della Toscana), riuniti all'ex-chiesa del complesso monastico originario, nota come Studio Galleria Pio Fedi.